# Neovius
Neovius är det ursprungliga namnet på en finländsk släkt, där en stor del av medlemmarna har tagit namnet Nevanlinna.
Offentlig statistik tillgänglig i april 2019 uppger att följande antal personer var bosatta i Finland, respektive i Sverige med efternamnen
- Neovius: Finland 52,[3] Sverige 26
- Nevanlinna: Finland 100, Sverige 0

## Historia
Släkten Neovius härstammar från Nyland. Släktens stamfar klockaren Tomas Tomasson tog namnet Neovius i början av 1700-talet, möjligen efter landskapsnamnet. Tillsammans med hustrun Brita Henriksdotter fick han sönerna Tomas och Christian. Endast sonen Tomas efterlämnade barn, varför alla släktmedlemmar härstammar från Tomas Neovius (1710–1781) och hustrun Anna Prudentia Costian (1725–1790), en Sursillättling. En del av släkten antog i början av 1900-talet namnet Nevanlinna. Ungefär vid samma tid överflyttade en släktgren till Sverige och bosatte sig i Uppsala.

## Personer med efternamnet Neovius
Personer utan angiven nationalitet är finländare
- Adolf Neovius (1858–1913), präst och politiker
- Arvid Neovius (1861–1961), tidningsman och politiker
- Carl Gustaf Neovius (1908–?), tidningsman
- Dagmar Neovius (1867–1939), skolledare och politiker
- Edvard Engelbert Neovius (1823–1888), matematiker
- Edvard Rudolf Neovius (1851–1917), matematiker
- Frithiof Neovius (1830–1895), skriftställare och politiker
- Gösta Neovius (1921–2002), svensk ingenjör
- Hjalmar Neovius (1877–1960), jurist

## Personer med efternamnet Nevanlinna
Personer utan angiven nationalitet är finländare
- Arne Nevanlinna (1925–216), arkitekt och författare
- Ernst Nevanlinna (1873–1932), nationalekonom och politiker
- Frithiof Nevanlinna (1894–1977), matematiker
- Harri Nevanlinna (1922–1994), läkare
- Lars Nevanlinna (185–1916), pedagog
- Otto Nevanlinna (1867–1927), matematiker
- Rolf Nevanlinna (1895–1980), matematiker
- Tuomas Nevanlinna (född 1960), filosof, skribent och översättare